# CHEV Handball Diekirch
Maillots
Le CHEV Handball Diekirch est un  club de handball luxembourgeois, localisé dans la ville de Diekirch. Le CHEV Handball Diekirch a remporté un titre en championnat du Luxembourg de handball, une coupe du Luxembourg de handball et évolue en Promotion Luxembourgeoise.